# معبد برياه فيهير
معبد برياه فيهير هو معبد خميري تم بنائه في عصر إمبراطورية الخمير، يقع المعبد في محافظة برياه فيهير، كمبوديا. في عام 1962 وبعد صراع طويل بين كمبوديا وتايلاند حول ملكية المعبد، قضت محكمة العدل الدولية في لاهاي بأن المعبد يتبع لكمبوديا.